# The Terror (1928)
The Terror (bra: O Terror) é um filme pre-Code estadunidense de 1928, do gênero terror, dirigido por Roy Del Ruth, e estrelado por May McAvoy, Louise Fazenda, Edward Everett Horton e Alec B. Francis. O roteiro de Harvey Gates e Joseph Jackson foi baseado na peça teatral homônima de 1927, de Edgar Wallace.
Foi o segundo filme todo sonoro lançado pela Warner Bros., depois de "Lights of New York" (1928), e também o primeiro filme de terror totalmente falado, feito usando o sistema de som em disco Vitaphone.

## Sinopse
"The Terror", um assassino cuja identidade é desconhecida, ocupa uma casa de campo inglesa que foi transformada em pousada. Os hóspedes, incluindo a espírita Sra. Elvery (Louise Fazenda) e o detetive Ferdinand Fane (Edward Everett Horton), ficam assustados quando começam a ouvir ruídos estranhos e uma música misteriosa. Joe Connors (Matthew Betz) e Soapy Marks (Otto Hoffman), dois homens recém libertados da prisão, juraram vingança contra "The Terror". Após uma noite de caos que inclui um assassinato, a identidade de "The Terror" é revelada.

## Elenco
- May McAvoy como Olga Redmayne[7]
- Louise Fazenda como Sra. Elvery, uma espírita
- Edward Everett Horton como Ferdinand Fane, detetive da Scotland Yard[8]
- Alec B. Francis como Dr. Redmayne
- Matthew Betz como Joe Connors, um criminoso recém-libertado
- Otto Hoffman como Soapy Marks, um criminoso recém-libertado
- Holmes E. Herbert como Goodman
- Joseph Gerard como Superint. Hallick
- John Miljan como Alfred Katman
- Frank Austin como Cotton[a]

## Recepção
O filme recebeu críticas mistas em seu lançamento inicial. Em agosto de 1928, a revista Time disse que o filme é "melhor do que The Lion and the Mouse, [um] filme do qual May McAvoy e Alec Francis, duas das pessoas aterrorizadas, são veteranas". Três meses depois, John MacCormac, relatando de Londres para o jornal The New York Times sobre a estreia do filme no Reino Unido, escreveu:
"A opinião universal dos críticos de Londres é que The Terror é tão ruim que é quase suicida. Eles alegam que é monótono, lento, arrastado, cansativo e chato, e não tenho certeza se não concordo em grande parte com eles. O que é mais importante é que Edgar Wallace, que escreveu o filme, parece concordar com eles também. Bem, nunca pensei que os filmes falados seriam um rival sério dos palcos".

### Bilheteria
De acordo com os registros da Warner Bros., o filme arrecadou US$ 1.221.000 no mercado interno e US$ 243.000 no exterior, totalizando US$ 1.464.000 mundialmente.

## Preservação
Duas versões do filme foram preparadas, já que a maioria dos teatros em 1928 ainda não haviam convertido para o som. A versão sonora, com uma trilha sonora viabilizada por Vitaphone, foi lançada em 6 de setembro de 1928, e a versão muda, que utilizou intertítulos para contextualização das cenas, foi lançada em 20 de outubro de 1928. Ambas as versões são consideradas perdidas desde a década de 1970, mesmo que exista um conjunto completo dos discos da trilha sonora preservados no Arquivo de Cinema e Televisão da UCLA.
De acordo com o website WorldCat, a UCLA possui uma cópia do filme.

## Refilmagens
"The Terror" foi parcialmente refeito pela First National como "Return of the Terror" (1934).
Quatro anos depois, em 1938, uma nova refilmagem foi dirigida por Richard Bird com roteiro de William Freshman, e estrelada por Wilfrid Lawson, Bernard Lee, Arthur Wontner, Linden Travers, Henry Oscar e Iris Hoey.
O filme foi novamente refilmado na Alemanha em 1965 como "Der Unheimliche Mönch".